# 世界・食の祭典
世界・食の祭典（せかいしょくのさいてん）は、1988年6月3日から10月30日にかけて、北海道札幌市で開かれた地方博覧会。バブル景気まっただ中の開催で大幅な赤字決算となり北海道の財政を圧迫した。1980年代末の地方博覧会ブームに開催された博覧会で「最悪の失敗」とされ、失敗の代表例として扱われる。

## 概要
農林水産省が1985年に打ち出した1988年開催を目標とした食の博覧会構想をきっかけとして、東京の広告会社シマ・クリエイティブハウスが北海道庁に企画を持ち込み、道が経済活性化や、一次産業の高度化をねらいに、1986年12月に開催を決定。農漁業をめぐる国際環境の悪化を背景として、食を通じ人間と自然・日本と世界の関係を見つめ直す事を主目的に北海道の豊富な食料資源をアピールし地域振興を図るとした。札幌市内に会場を分散配置し、入場券として当時普及し始めた磁気式プリペイドカードを使用するなど、革新的な試みも実施された。
開幕3か月前に基本計画を策定するなど杜撰な運営や、事前のPR不足、飲食料に加え入場料や駐車料が必要となり割高な出費となった事、札幌市中心部から離れた月寒・大谷地で分散開催した事がマイナス要因となり、当初から「あまり食に関係ない」「入場すれば食べ放題と勘違いした」といった苦情や、閉会後の原状回復を優先して本格的な厨房設備が設置されず良質な飲食物を提供できなかった点も見受けられ、入場料や料理の価格の高さと「料理の味が値段に見合わない」という口コミによる人離れなどにより開幕直後から会場は閑散となった。
会期途中からはメニューや催しが一目で分かる案内板の設置や低廉なファストフードの出店、一部施設の無料化などを行ったが、無料化策に伴い協賛収入の減少も生じ、最終的に目標入場者数400万人に対して実際の入場者数は170万人、うち有料の入場者は90万人程度に留まり、最終的に約90億円の赤字決算で北海道の財政に大打撃を与えた。
- 主催：財団法人食の祭典委員会
- 後援：総務庁、北海道開発庁、防衛庁、経済企画庁、法務省、外務省、文部省、厚生省、農林水産省、通商産業省、運輸省、郵政省、建設省、自治省、全国知事会、全国市長会、全国町村会、全国都道府県議会議長会、全国市議会議長会、全国町村議会議長会、経済団体連合会、経済同友会、日本経営者団体連盟、日本商工会議所、日本青年会議所、日本貿易振興会、国際観光振興会、日本観光協会、日本国際交流センター、日本能率協会、日本フードサービス協会、日本旅行業協会、日本航空事業連合会、北海道、札幌市、北海道教育委員会、札幌市教育委員会、函館市教育委員会、北海道経済連合会、北海道経済同友会、北海道経営者協会、北海道商工会議所連合会、北海道商工会連合会、北海道商店街振興組合連合会、北海道中小企業団体中央会、北海道貿易物産振興会、北海道農業協同組合中央会、北海道水産会、北海道林業協会、北海道観光連盟、北海道観光土産品協会、北海道観光誘致宣伝協議会、北海道イベント推進協議会、北海道建設業協会、全日本司厨士協会北海道支部、北海道全調理師協会、北海道環境衛生同業組合連合会、北海道市場協会、北海道市場買受人協会、北海道菓子協会、北海道酪農協会、北海道食品産業協議会、北海道食品衛生協会、北海道商工指導センター、北方圏センター、北海道小売酒販組合連合会、北海道卸売酒販組合、北海道酒造組合、北海道食料事業協同組合、北海道消費者協会、北海道食生活改善協議会、北海道国際婦人協会、北海道青年婦人国際交流センター、北海道婦人団体連合会、北海道婦人経営者協会、北海道栄養士会、北海道ウタリ協会、札幌レストラン協会、日本ホテル協会北海道支部、日本ガス協会北海道部会、日本包装技術協会北海道支部、全北海道広告協会、北海道広告業協会、北海道デザイン協議会、北海道バス協会、北海道乗用自動車協会
- 協力：北海道新聞社、北海タイムス社、朝日新聞社、毎日新聞社、読売新聞社、日本経済新聞社、サンケイ新聞社、日本放送協会札幌放送局、札幌テレビ放送、北海道テレビ放送、北海道文化放送、エフエム北海道他
- 会期：1988年6月3日 - 10月30日
- テーマ：「食べることはいいことだ」「こころがひとつになることだ」「地球が平和になることだ」（Joy of eating, joy of sharing, peace and harmony.）
- シンボルマーク：開催年の「88」・北海道島の形状・子供達の幸せな未来を願う四つ葉のクローバーをイメージした4つの楕円形で左上側に「食べることはいい事だ」と太陽の恵みを表す赤、中段に「心がひとつになることだ」と緑なす大地を表す緑、右下側に「地球が平和になることだ」と青く澄む海を表す青の三色の配色で表した。
- 通称：JUNO'S JAPAN '88 - 「JUNO'S」はギリシャ神話に登場する豊穣の女神であるユーノーに由来する。
- マスコットキャラクター：中学生以下を対象に北海道のイメージにふさわしい森の動物をテーマに公募し応募総数2,076点のデザインから選ばれ[18]、熊のドン・狐のコンタ・丹頂鶴のタンタン・エゾシカのピョン・エゾリスのエリ・キツツキのキートン・フクロウのクックの7体が制定された。
- 主会場延べ入場者数 - 1,716,903名（当初目標400万人、第二次目標180万人、有料入場者数856,564名）[1]
  - 月寒会場：1,162,862名（目標250万人、有料561,251名）[1]
  - 大谷地会場：554,041名（目標150万人、有料295,313名）[1]
- テーマ曲
  - ジョイ・オブ・シェアリング (Joy of Sharing)[19]
    - 作詞：トム・ウィットロック、作曲：ジョルジオ・モロダー、日本語詞：菊池真美、編曲：松井忠重、歌：福沢恵介・大井裕子

  - イメージソング：OH!そうだベアー[19]
    - 作詞・作曲：吉幾三、編曲：野村豊、歌：酔笑
- 経済効果額（生産誘発額）：約640億円（事前予測：約1300億円）[20]

### 赤字の影響
1989年（平成元年）7月6日に北海道知事は、北海道議会平成元年第2回定例会にて「平成元年度一般会計補正予算案」と「北海道知事等の給与等に関する条例の一部を改正する条例案」を提案し、両案とも賛成多数により可決された。前者の案は、財団法人食の祭典委員会特別対策費110億円を計上したもので、内訳は、財団法人食の祭典委員会に対する道の負担金20億円、同財団に対する無利子の貸付金90億円である。巷言される「90億円の赤字」は無利子貸付金90億円を指し、これは返還前提の貸し付けで、北海道の負担金は20億円だった。元来の経済基盤が脆弱な北海道にとって大きな打撃となり、バブル崩壊後の北海道拓殖銀行の破綻に端を発する「拓銀ショック」と呼ばれる深刻な経済不況へつながる原因のひとつとなった。関係者に自殺者もあらわれ、「ショックの祭典」とも揶揄された。
当時の北海道知事であった横路孝弘に対し、北海道議会は問責を決議した。北海道議会平成元年第2回定例会で「北海道知事横路孝弘君を問責する決議」が、日本社会党・道民連合、民政クラブ、無所属及び公明党による共同提案として提案された。日本共産党は同議会において辞職勧告決議案を提案し、自由民主党がこの共産党案に賛成したが、同案は否決された。日本共産党は「食の祭典問題」調査解明のため、証人喚問・告発などの権限を持つ百条委員会の設置を求めたが、自由民主党ら他会派は百条委員会の設置に反対した。自由民主党は「北海道知事横路孝弘君不信任決議案」を提案したが否決された。
本イベントの赤字額は利子を含んで99億円となり、道の負担金や財界の寄付金や札幌市の貸付金運用益で1991年度末に財団の約60億円の短期借入分の返済を終えその後道が7か年計画で年6億円の長期借入分約34億円を返済するとし、最終的にイベントから10年後の1998年に完済され、9月に最終返済金3億5千万円を道内5金融機関に納付し10月31日で財団を解散、最終的に74億円分を道が負担した。
哲学者で札幌大学名誉教授の鷲田小彌太は、1988年12月に『ある地方博の死　世界・食の祭典 '88の検証』を著してこのイベントの問題点を暴いた。版元の亜璃西社（アリスしゃ）によれば、当時から実態を暴くライターは見つからずゴーストライターですら後難を恐れて執筆を拒否する中、鷲田が執筆を引き受けたと語っている。

### 他のイベントへの影響
本イベントの失敗を受けて、千歳市で開基111周年にあたる1990年または新千歳空港ターミナルビル開業に合わせた1992年に開催を計画していた「北海道航空宇宙博覧会」計画が再検討され、1989年に開催予定を1995年に延期したものの地方博覧会ブームの終息や費用対効果面を考慮し最終的に実現しなかった。
旭川市では開基百年を記念して農林業をテーマとした博覧会が東旭川工業団地を予定地として計画されており、1990年の開催を予定していたものの本博覧会の失敗をはじめ同年に開催された函館市での青函トンネル開通記念博覧会の赤字や、広尾町での十勝海洋博覧会の低収益も勘案され中止となっている。
バブル崩壊後の1996年に東京臨海副都心で開催予定だった世界都市博覧会の開催中止の際にも、この「世界・食の祭典」での失敗例が影響している。

## 会場・施設
メイン会場（10月10日まで）
- 月寒会場「楽しみの広場」 - 北海道立産業共進会場周辺敷地。「食べることはいいことだ」をテーマに北海道・日本の食にスポットを当て食を通じ生命を考え喜びを分かち合う。
  - ホクレンガーデンレストラン「アルカディア」
    - アルカディア ビュッフェ - 北海道の新鮮な農畜産物を取り入れた24種のメニューをスモーガスボード（バイキング）形式で提供する。
    - アルカディア マーケット - ホクレン・よつ葉乳業の農畜産物を販売する。
    - アルカディア テラス - ヨーロッパのリゾートを思わせるテラス席。
    - アルカディア ガーデン - 野菜の花をあしらった花壇や実りのオブジェによる牧歌的風景で理想郷を表現する。
    - アルカディア モール - ランチボックスやバーベキュー等を販売しテイクアウトでガーデンランチを提供する。
    - アルカディア ショップ - 軽食やドリンクを提供。

  - ワールド・ミート館 - 野外バーベキューを味わいながら食肉の生産流通消費や暮らしと肉の関わりを考える。輸入牛肉やジンギスカンなどの野外バーベキューの提供、輸入牛肉やハム・ソーセージの販売、食肉流通や国内外の肉料理の展示紹介を展開。
  - シーフード館「ふしぎ海洋館」 - アドベンチャー体験・学習・食事を通じて海洋資源について楽しみながら理解を深める。巨大タコやサメや潜水夫や海中公園などのオブジェを設置した「冒険ゾーン」、北海道の主要な魚類をわかりやすく紹介し水産業の現在と将来を解説する「学習ゾーン」、水産各社の展示を行う「企業ゾーン」、世界の海の映像を上映する16面マルチビジョンを設置し各種海鮮料理を提供する「シーフードレストラン」を展開。
  - みえる・みらい・ハウス - 通信・コンピューター・バイオテクノロジー等の先端技術の視点から「食と近未来生活」へアプローチする。
    - NTTライブマジックシアター - 地球的スケールで自然のコミュニケーションを紹介するコンセプトで、ポテトやアスパラなどの北海道の食の仲間が食の諸問題を解決するサミットを開催するミュージカルや、青函トンネル開通記念博覧会等と繋ぐテレビ会議システムなどを展開。
    - NEC「わくわくパソコンレストラン」 - パソコンゲーム各種を展開。
    - ダイワハウス「眠り姫のユセ城」 - 家を食と暮らしのステージに位置づけ、夢を育む大切さの願いを表現する。

  - アイヌ民族生活文化館「アイヌモシリ館」 - アイヌ民族の文化や食生活をアイヌ自身の手で紹介。
    - 資料展示室・ステージレストラン - アイヌの生活道具などの展示室と、アイヌ民族料理を提供するレストラン。
    - ガーデンレストラン - 屋外展示や催事を臨むレストラン。
    - 屋外展示 - 住居「チセ」・食料庫「プ」・子熊養育檻「へペレセッ」・祭壇「ヌササン」を設置。
    - イベント広場 - イヨマンテやカムイノミといった伝統的催事や舞踊を展開する。

  - バザール館「夢市場」 - 開幕から8月25日まで「世界のショッピングゾーンワールドバザール」、9月18日から25日まで「つけものPR北海道大会」、9月23日から25日まで「北のふるさと食品フェア」を開催。
  - STV舌町ライフ - 明治・大正・昭和の町並みを再現したレトロ感覚の空間で北海道の美味しさを満喫させる。
    - 美人湯温泉キリマンジャロ - 牛の一頭焼きや炭火焼きコーナーなど、豪快な野趣溢れる北海道の味を提供する。
    - サントリーコーナー - ウイスキー樽で統一されたインテリアでウイスキー・ハイボール・ビールを提供するとともに寿屋時代の写真も展示する。
    - コカ・コーラコーナー - ピンボールやジュークボックスなどを配し1950年代アメリカの雰囲気でコーラや揚げたてアーモンドを提供する。
    - 東日本フェリーコーナー - 海の旅をテーマに豪華客船のレストランをイメージしドリンクや食事を提供する。
    - カルビーポテトランド「大地はゆりかご」 - 世界の芋料理や分布図、アミューズメントコーナーなどを展開。
    - くつろぎコーナー - 野菜や伝統美のパネル展示やビデオ演出などを展開する休憩スペース。
    - 白い恋人コーナー 19世紀ヨーロッパアンティーク調の喫茶スペース。
    - STVコーナー - STV番組のPRコーナーやサテライトスタジオを設置。

  - 食生活文化館「RICE-ROAD」 - 日本の食文化の歴史や料理を再現しながら日本食の原点の米を見つめ新しい食生活を考える。食文化関連の映画上映、古式四条流包丁式の実演、乾し飯から幕の内弁当や大名弁当などの弁当の歴史、林順信監修による全国各地の駅弁の歴史を日本地図にレイアウトした「全国の駅弁顔見世大興行」展、有名シェフ・料理長による家庭料理教室、フレネルレンズで集光した太陽光を用いた赤米や花やユーカリなどの室内植物栽培などを展開。
  - HBCアイマックスシアター - 縦18.9m・横24.7mの巨大スクリーンで1984年のチャレンジャー号などスペースシャトルによる宇宙開発を題材とした約40分間のドキュメンタリー映画「THE DREAM IS ALIVE 宇宙の旅350万キロ（en）」を10月30日まで上映[31]。
  - ヴェルデ・スクウェア「茶の湯-もてなしの広場」 - 菖蒲園に囲まれた1万平米の特設会場で美しい庭園と茶会を提供する。当初10月30日まで開催予定とし、迎賓館としての機能も兼ねていたがマイクロソニックス・ジャパン倒産に伴い10月上旬で閉鎖[32]。
  - 未来宇宙館「Space Center 21」 - 宇宙生活を「食と生活」をテーマに紹介。ヒューストン大学ラリー・ベル教授が設計製作した月面基地のパノラマを再現し地球を映すスクリーンを据えたドーム、宇宙ステーション生活空間の実物大模型、日本の宇宙開発の紹介、宇宙開発の歴史のビデオ紹介を展開。入口近くには近接センサーで音がなるテーマモニュメント「コスモニュートロン」を設置。
  - ジュノス・ステージレストラン - 北海道の自然を上映する4面マルチビジョンを配しショーイベントを展開しながら北海道産食材を用いたエスニック料理を昼はカフェテリア形式、夜は食べ放題形式で提供。
  - アミューズメント・パーク - 加森観光が出展。ジェットコースター「ウルトラツイスター」、大観覧車、ゴーカート等を設置[9]。7月10日からは魔宮迷路・クラシックカー等3機種の料金を最大200円値下げした[33]。
    - ウルトラツイスターなど11機種は閉会後ルスツ高原へ移設[34]。ルスツリゾートに移設されたウルトラツイスター（2013年）

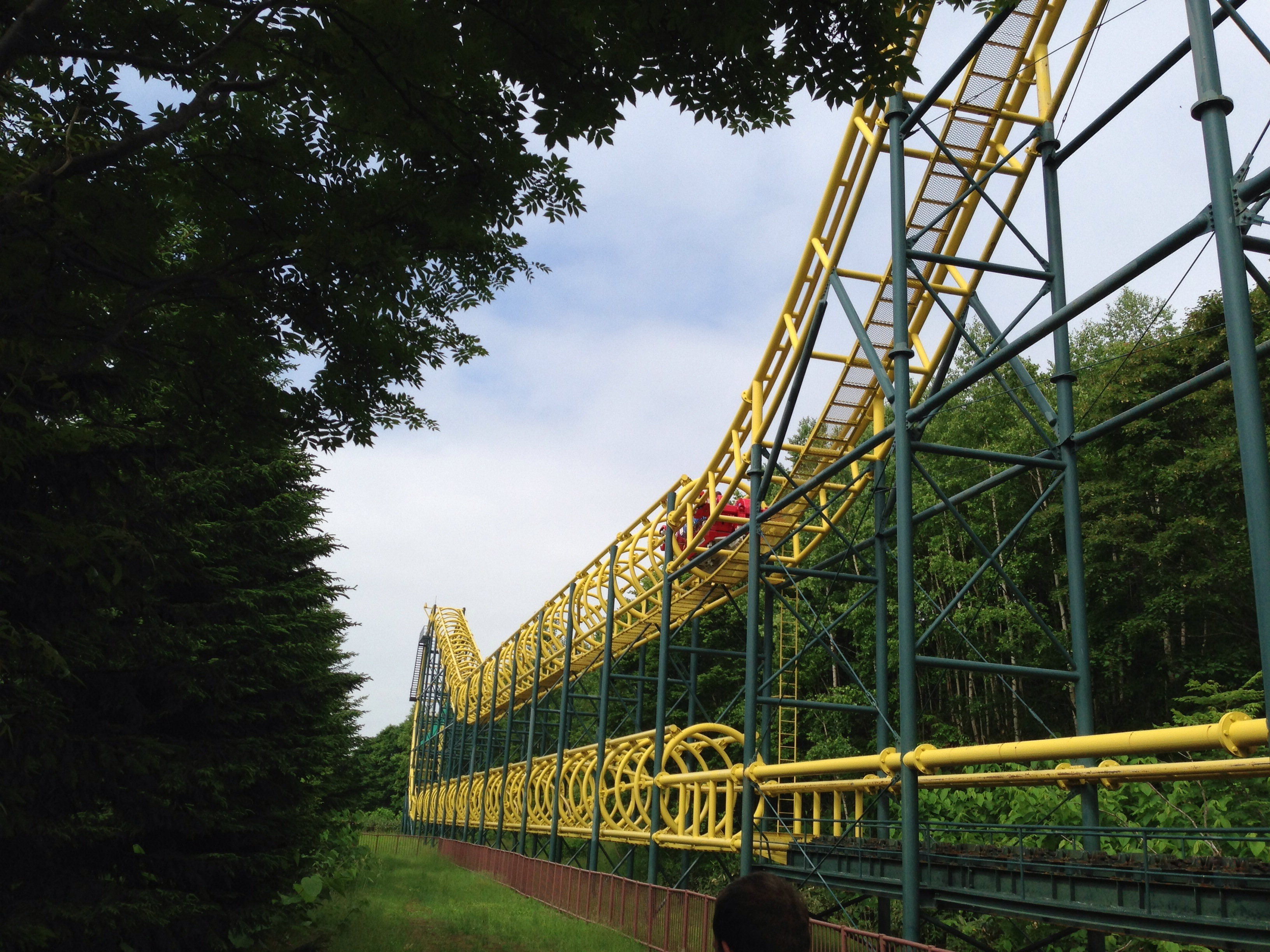
ルスツリゾートに移設されたウルトラツイスター（2013年）

    - 観覧車は閉会後帯広市の企業が購入し池田町のワイン城横に移設され「ガリバーくん」の愛称で営業され、2003年に十勝沖地震での回転軸破損ののち池田町内の飲食店主が修理費を負担して購入し日本唯一の個人所有の観覧車となったが、2010年の所有者死亡に伴い放置されていたところを観覧車研究家の福井優子が遊具売買業者に声をかけ2012年にフィリピンへ移送[35]。LED電飾の追加など改装を施しタガイタイの遊園地「Sky Ranch」にて2013年より「Sky Eye」として営業されている[36]。
    - ジェットコースター「ウルトラツイスター」（トーゴ製 6人乗り×6台、全長約390m）
    - ニューSR-2（米ドロン製）
    - 魔宮迷路（加森観光オリジナル）
    - カーニバルプラザ（米ボブス・スペース・レーサー製ボウリング、競馬、バズーカ砲他6種）
    - スーパースリップカー（日邦産業製）
    - 大観覧車（クマキ製 高さ50m、定員144人）
    - 急流すべり（クマキ製 全長340m、最大落差13m）
    - スウィングアラウンド（西独フス製）
    - ロックンロール（明昌特殊産業製）
    - 宙返りロケット（トーゴ製）
    - 飛行塔（トーゴ製）
    - ランドアップ（泉陽興業製）
    - サッカーボールエア遊具
    - プレイランド（TVゲーム20台 ムロハシ商事運営）
    - クラシックカー
    - バッテリーカー
    - ゴーカート
- 大谷地会場「世界の広場」 - アクセスサッポロ周辺。「地球が平和になることだ」をテーマに世界の食を中心に国際的視野から北海道・日本・地球を見つめる。
  - 恐竜館 - 人類誕生以前の地球や恐竜の生活・歴史を迫力ある映像や展示で紹介し生命の尊厳と人類の未来を考える。ティラノサウルス、マンモス、トリケラトプス、パキケファロサウルスの模型やタキカワカイギュウの骨格の展示、アメリカの自然科学博物館から取り寄せた恐竜グッズ等を取り揃えたスーベニアショップを展開。
  - 国連館「国際活動館」 - FAO・WFP・UNFPA・UNHCR・UNICEF・IFAD・WHO・UNDPIの国連8機関が食・人類・地球のテーマで食糧問題や人口問題等の独自の活動内容を紹介。センターモニュメントでは右に地球の総人口を示す「POPULATION CLOCK」と左に食糧供給量を示す「FOOD CLOCK」の毎分増える2つのデジタルカウンターと中央下部に地球儀を組み合わせ人口増加と食糧供給の不均衡と地球の運行を表し、ユニセフグッズのセット販売も展開。
  - セントラル・パーク - ジョン・レノンの平和活動を記念しニューヨークのセントラル・パークをミニチュアで模した庭園。味の素が協賛。
  - 開発協力館 - 国際的公益活動や相互協力・開発を考え活動意義を紹介。ハロウィンをイメージしたカボチャ型のドーム内に野菜のキャラクターによるロボット人形や映像を用い公益活動を紹介する「パンプキンシアター」や、途上国支援などのNGO支援を目的とした道内名産品のチャリティー販売を実施。
  - 北方圏協力館 - 北海道ならではの北方圏諸国との国際交流、文化、経済、観光交流等の様子を紹介。センターモニュメントで映像で北方圏の文化を紹介し、システムキッチン用品や民芸品の展示販売、プチレストラン、北方圏諸国の料理のコンピュータ紹介などを展開。サーモンやチーズを提供するノルウェーレストラン、シュウマイや春巻きなどを提供する中国レストラン「黒竜江快餐庁」などを出店。
  - 世界地域別パビリオン - 世界各国の風土や食文化を一堂に紹介する[37]。
    - 中国館 - 北京故宮博物院展を中心に敦煌コーナーや中国文化の歴史を紹介する。
    - アジア・太平洋館 - 自然派的なインドカレーを提供する「インドレストランMANU」、ニュートンサーカスを代表とした屋台の雰囲気でサテーやコーヒーや東南アジア雑貨を提供する「シンガポールレストラン」、中国の雑貨・民芸品・茶の展示販売、スリランカの宝石や紅茶販売や観光紹介、韓国の工芸品・珍味・雑貨販売を展開。8月22日にはカレーショップ、8月末に民芸品店2店が閉店[38]。
    - 南米・アフリカ館 - コーヒーやチョコレートの文化を紹介するカフェテリアや民芸品を販売しブラックミュージックなどを展開するステージを併設したアフリカ諸国ブース「アフリカ・クラブ」、インカ文明や民芸品販売・観光紹介を展開するペルーブース、ウルグアイの民芸品販売を展開。
    - フランス館 - パリの街角のカフェテラスをイメージしフランスパンサンドイッチやワッフルなどを提供する「フランスカフェテラス」や、ファッショントレンドを紹介する「BOUTIQUE DE FRANCE」、蚤の市をイメージしレース製品やチョコレートやテーブルウェアなどの販売を展開。8月18日にカフェテリアが閉店[38]。
    - 韓国館 - 骨付きカルビやカルビタンなどを提供する焼き肉コーナー、冷麺やトックなどを提供する軽食コーナー、伝統工芸や民族舞踊の紹介、ソウルオリンピックグッズの販売などを実施。10月3日に運営元マイクロソニックス・ジャパンの倒産に伴い自主運営に移行し[39][32]、救済措置として食の祭典委員会が1400万円の無利子貸付を行った[40]。
    - スペイン・ヨーロッパ館 - パエジャやタラのトマト煮などを提供するスペインレストラン「メゾン・エスパニョール」、シシケバブやドナルケバブやドルマなどを提供するトルコレストラン「イスタンブール ロカンタス」、チョウザメ料理やキャビアなどを提供するイランレストラン、オランダの農産物展示販売を展開。

  - チルドレン・レストラン - 世界各国の一品を加えたお子様ランチ専門のファミリーレストラン。またエイトレジャー物産提供の可動式木馬も設置[9]。
  - UHBアメリカ映画村 - 懐かしの名画から近年のヒット作までのアメリカ映画各作品で用いられたセットや大道具・小道具・衣装を展示。「キングコング」のエンパイアステートビルに登るキングコングのミニチュア、ジョン・ウェイン主演西部劇の馬車等の小道具、「グレムリン」のギズモ、「風と共に去りぬ」のタラの家を再現したフォトスポット、「ロボコップ」のロボコップスーツ・戦闘ロボット・小道具、「禁断の惑星」のロビーロボット、「ベン・ハー」の一人乗り戦車や武具、「十戒」の武具などの小道具、オスカーの歴史、ビバリーヒルズの映画俳優の住宅地図などの展示、新作映画の予告編などを上映する大画面テレビ、映画ポスターやポストカードを販売するスーベニアショップを展開。
  - サッポロビールレストラン「ジュノス・ライオン」 - 工場直送の生ビールや和洋中の料理を提供する会場内最大のレストラン。
  - スノーブランドショップ - 雪印アイスクリームを提供するスカンジナビア直輸入のログハウス。
  - イベント広場 - 収容人数2,500名、半円形の屋根を設置。
  - アクセスサッポロ本館 - ラーメン祭り、世界のお菓子ものがたりなどのイベント会場として使用。
  - ミュージアムショップ - フィンランド直輸入のログハウスでクリスマスの雰囲気を演出しディズニーグッズや健康食品やハーブ製品を販売。
  - アミューズメントパーク - エイト・レジャー物産が出展[9]。
    - バルーンサイクル（タスコ製 2人乗り×10台）
    - スペースサイクル（タスコ製）
    - ドラゴンコースター（伊ザンペルラ製　定員20名）
    - メルヘン観覧車（4人乗りゴンドラ×10台）
    - フライングポップ（2人乗りゴンドラ×16台）
    - アストロスインガー（明昌特殊産業製）
    - チェーンタワー（明昌特殊産業製）
    - アストロライナー（明昌特殊産業製）
    - スピットファイヤー（トーゴ製）
    - メルヘンボックス（タスコ製）
    - 銀河鉄道（信水貿易製）
    - プレイハウス（TVゲーム15台・アーケード機約30台・小型乗り物約20台）
    - ゴーカート
    - フアフア
    - ミラーハウス
    - バッテリーカー
    - メロディーペット
    - スリラー館

副会場
- 大通会場「交流の広場」 - 大通公園西1・2丁目。「こころがひとつになることだ」をテーマに主会場や道内各地の副会場や既存店舗と結ぶインフォメーションセンター機能を設ける[37]。10月30日まで開催。
  - 総合案内所「ジュノス・センター」 - 会場情報やメニュー案内、ガイドブックや記念乗車券などの販売を実施。
  - カフェ・ド・ジュノス - ソフトドリンク・軽食を提供。
  - ジュノス・中華街 - 中国の飲食店街を模して台湾人料理人による上海料理を中心とした各種中華料理や餃子手作り実演、烏龍茶や紹興酒や台湾土産の販売を実施。
- ジュノス・フェスト会場 - 札幌市東区北8条東9丁目（サッポロビール園隣接地  7月2日 - 9月15日）
  - エアドーム「BEER DOME」 - 直径47m・高さ15m。定員1000席、中央に音楽を奏でるイルミネーションタワーを設けたドイツ調の内装でサッポロビール園提供の生ビールやソーセージ・ラムステーキ等を提供[41]。
  - 食楽市場 -道内各地の野菜や魚介類、海外の特産品を販売[41]。西武北海道が協力し朝一番の産直品を提供する「採れたてエクスプレス'88」、北海道各地の物産品を提供する「北の美味三昧」、海外の特選品を提供する「地球自慢マーケット」が展開された。
  - ホラーシアター「ザ・ブラック・ショック」[41] - 暗闇を手探りで進む中で参加者に予期しない出来事が襲うアトラクション。
  - 特殊三輪車「ブライク」コース(全長500m)[41]
- 函館会場 - 市内各所の町並みや公園や老舗飲食店を組み合わせて展開。
  - 青函トンネル開通記念博覧会 - お菓子が伝える外国文化をテーマとしたブース「ワールド・キャンディー・マジック」やお祭り広場でのイベントを展開。
  - ジュノスプラザ函館（若松町） - 案内所としてイベント情報や観光ルートを紹介。
  - 金森ホール - 斎藤雅緒原画展を開催。
  - 五島軒 - 6月3日に世界のイカ料理祭を開催。
  - 函館すし祭り'88（期間中月一回開催）

## 主なイベント
- スカイダイビング国際大会「北海道ブルーカップ'88」（6月3日-5日円山競技場）
- ヘレン・メリルコンサート（6月3日 北海道厚生年金会館）[30]
- マサチューセッツ大学コンサート（6月3日 月寒会場）[30]
- ラーメンまつり（6月3日 - 12日アクセスサッポロ）[30]
- 味おこし北海道スタンプラリー（6月3日 - 10月30日 全道170市町村参加店）[30]
- ジュノス・ボウル アメフト早慶戦（6月5日 円山公園競技場）[30]
- マイルス・デイビスグループコンサート（6月11日 - 12日 月寒グリーンドーム）[30]
- シンポジウム「今、食に何が起こっているか」（6月29日グリーンホテル札幌 基調講演:糸川英夫 パネルディスカッション:勝部領樹、横路孝弘、天間征、木村尚三郎）
- リング・リング・サーカス（7月1日 - 24日 大谷地会場）[30]
- リー・クアンユー シンガポール首相ら移動記念フォーラム（7月11日 札幌グランドホテル）[42][43]
- 世界のお菓子ものがたり（7月13日 - 31日 アクセスサッポロ）
- パリ・オペラ座現代バレエ団公演（7月12日 - 13日 北海道厚生年金会館）[30]
- テーブルアート美術館（7月14日 - 8月3日札幌丸井今井、8月12日 - 30日函館西武）[30]
- ヴェルサイユ宮殿舞踊団リ・エ・ダンスリ公演（7月18日 - 19日 北海道厚生年金会館）[30]
- 札幌薪能（7月23日 - 24日 札幌芸術の森）[30]
- 国立パリ・オペラ座管弦楽団公演（8月1日 北海道厚生年金会館）[30]
- JUNO'S CARNIVAL SPECIAL（7月23日-8月7日 月寒グリーンドーム）[44]
  - 全日程：「さんまのまんま」まんま君ぬいぐるみショー
  - 7月23日-8月3日・4日：キョンシーショー
  - 7月23日のみ：オールデイズライブ（キングトーンズ、弘田三枝子）、大川栄策ショー、アイドルショー（富田靖子、姫乃樹リカ、横須賀昌美）
  - 7月24日のみ：所ジョージコンサート、デューク・エイセスコンサート、牧村三枝子ショー
  - 8月1日のみ - アイドルショー（芳本美代子、島田奈美、中村由真）、嘉門達夫コンサート、フォークソングコンサート（加川良、なぎら健壱、大塚まさじ、西岡恭蔵、斉藤哲夫）
  - 8月2日のみ - お笑いライブ（オール阪神・巨人、チャンバラトリオ、ラサール石井）、ロックコンサート（ウィラード、コレクターズ）、本田美奈子ライブ
  - 8月3日のみ - 森川由加里コンサート、新沼謙治ショー、麻倉未稀コンサート
  - 8月4日のみ - 川島みき、池田政典、ラ・ムー、カルロストシキ and オメガトライブ
  - 8月5日のみ - 河合奈保子コンサート、清水宏次朗コンサート、アンリ菅野ジャズライブ
  - 8月7日 - アイドルショー（杉浦幸、相楽晴子）、ダニー飯田とパラダイスキング・九重佑三子・石川進、国生さゆりコンサート、吉幾三コンサート
- バービーボーイズ他コンサート（7月30日-31日月寒会場）
- 第1254回関東中部東北自治宝くじ抽選会（8月18日大谷地会場）[45]
- 第1回国際料理芸術祭'88サッポロ （8月29日 - 9月4日 札幌パークホテル）[30][46]
  - 料理アートフェスティバル・お菓子のメルヘン展（8月29日-8月31日）
  - 札幌国際料理芸術コンテスト'88・料理芸術北海道ジュニアフェスティバル（9月1日-4日）
  - 鍋料理ワールドプラザ（9月1日-2日）
- 大収穫祭（9月1日 - 10月10日月寒会場）[47]
  - 購入客に会場入場料無料のサービスを行った[38]。
- 唄と踊りの南北交流・食文化シンポジウム（9月17日月寒会場 安里英子、萱野茂、CWニコルほか）[48]
- ウォルト・ディズニー ワールド・オン・アイス「白雪姫 7人の小人たちとミッキーマウス」（9月22日 - 27日 月寒グリーンドーム）[30]
- 北のふるさと食品フェア（9月23日-25日月寒会場）[49]

中止イベント
主に来客不振による運営見直しで8月から9月の5イベントを中止。
- 食談フォーラム ザ・トークショー（8月3日 - 5日 赤瀬川原平他）[50]
- スーパーロックコンサート（8月中旬）[50]
- 世界テレビ映像祭（8月中旬）[50]
- 萬葉の衣食住展（8月11日 - 9月14日月寒会場）[50]
- ホール&オーツコンサート（9月17・18日月寒会場）[50]
- 国際大運動会・国連デーイベント（10月2日大谷地会場） - 天皇の容態悪化を考慮し自粛[51]。

## 入場料
- プリペイドカード「ジュノス・カード」 - 入場券・有料館利用券・遊具利用券として使用[52]。CSKを中心とした日本カードセンターが開発を受託[53]。
  - 前売価格：18点1500円、24点2000円[54]
  - 当日価格：10点1000円、21点2000円、32点3000円[30]
  - 前売分には特賞ハワイ旅行4泊6日6本、1等東京ディズニーランド旅行2泊3日100本等計5000本のプレゼントが設けられたものの[54]、1988年2月時点での売上枚数は目標150万枚に対し3.1万枚程度に留まり[55]、大手旅行代理店による大量購入等の押し売りが問題視された[56]。
  - 当初の分散開催計画において入場料を設定しない代わりにプリペイドカードを発行し売上の6%を本部に納付する形としたものの、紙幣類似証券取締法により多機能カードとしての発行が出来ないことや飲食業界から10万円の参加出店料をとった上での天引き割合の高さに反発が起こったことから当初計画は頓挫し、その後博覧会形式に転換されたもののカード式システムの計画が残り作成・販促・委託費に約5億円と読み取り機購入に1億3千万円を計上。185万枚を発行し最終的に78万枚販売・未回収分22万枚で総売上は10億円未満に留まった[57]。
- 月寒会場[30]
  - 入場料：大人（高校生以上）ジュノス・カード15点、小人（小中学生）10点、未就学児無料
  - HBCアイマックスシアター、未来宇宙館、アイヌモシリ館：大人3点、小人（4歳以上・中学生以下）2点
- 大谷地会場[30]
  - 入場料：大人（高校生以上）9点、小人（小中学生）6点、未就学児無料
  - 恐竜館、UHBアメリカ映画村、中国館：大人3点、小人（4歳以上・中学生以下）2点
- ジュノス・フェスト会場：中学生以上200円[30]
  - 7月15日からは事前予約客を対象に飲食料金200円引きを行い実質入場無料とした[58]。
- 団体料金[30] - 25人以上で適用、25人毎に1人無料。有料パビリオンは別料金。
  - 大人：月寒会場1300円、大谷地会場800円、月寒大谷地共通券2000円
  - 子供：月寒会場900円、大谷地会場500円、月寒大谷地共通券1300円
- 学校行事団体料金[30] - 学校・PTA親子行事時に15人以上で適用。有料パビリオン入場権含む。
  - 高校生：月寒会場700円、大谷地会場400円、月寒大谷地共通券1000円
  - 小中学生：月寒会場600円、大谷地会場300円、月寒大谷地共通券800円
- 駐車料金：1台1000円[16]
- 7月21日からは主会場の無料開放を午後6時以降から午後5時半以降に前倒し、HBCアイマックスシアターと恐竜館以外の有料パビリオン4館の無料化、駐車料の2回目以降無料化を実施[16]。

## 協賛イベント
- 味おこし北海道 - 全道各市町村内の各種飲食店が協賛し、4月10日から5月8日までジャンボクイズ、6月3日から10月30日まで参加店舗のスタンプを3つ集め応募するスタンプラリープレゼント、また10月1日から30日までイベントの締めくくりとなる全道巡回味おこしフォーラムを開催。
- 食談フォーラム
  - 俵万智のうたよみ教室（7月23日共済ホール）[59]
  - 「食を演出する」シリーズ（7月26日-8月4日 札幌パークホテル）- 平野レミ（7月26日）、広田靚子（7月27日）、志の島忠（7月28日）、フランソワーズ・モレシャン（8月4日）、クニエダヤスエ（8月5日）[60]
- 当博覧会および青森市と函館市で開催された青函トンネル開通記念博覧会に協賛して、JR北海道では1988年3月に廃止されていた青函連絡船を6月3日から9月18日まで復活運航させた。
- 札幌市電では電車1両（215号）をレストランに改造し、キリンビールの協賛による「キリントラムカーレストラン」を7月3日から10月10日まで運行した[61][62]。
- 豊平館と周辺ホテルが共同で、キッコーマンの協賛会場として「食のミュージアム」を7月16日から8月14日まで開催[30]。大橋正の食物イラスト展や講演会・コンサート等を実施。
- ジョン・レノン メモリアル エイド・フォー・チルドレン'88（7月17日 月寒グリーンドーム） - オノ・ヨーコ、日野皓正[63]
- '88ザ・ポップス・グランプリ（7月30日大谷地会場）[64]
  - 司会：タケカワユキヒデ（ゲスト演奏兼任）、庄野真代[65]
  - 審査員：売野雅勇、大貫憲章、林哲司、志熊研三ほか[65]
- レイトンハウスF-1ショウ（8月13-14日 ジュノスフェスト会場）[66]

## 沿革
- 1986年
  - 9月10日 - シマ・クリエイティブハウスが北海道開発調整部に食文化を軸とした大型イベント案を持ち込む[67]。
  - 12月22日 - 道が「世界・食の祭典」の1988年開催を決定[7]。当初は道立産業共進会場・札幌芸術の森・北海道厚生年金会館・百合が原公園といった既存施設の活用による札幌市内14ヶ所・函館市内5ヶ所等といったブロックを設定し入場料を設定しない分散開催を計画しており[68]、社団法人による運営や参加企業毎の独立採算運営とプリペイドカードの物販・飲食への利用を行う計画としていた[69]。
- 1987年
  - 3月25日 - 道がプロジェクトチームを設置[67]。
  - 5月27日 - 道開発調整部に推進室を設置[67]。
  - 6月6日 - 財団法人食の祭典委員会会長に下河辺淳、理事長に植村敏（前北海道教育長）、顧問に大河原良雄が内定[70]。
  - 6月12日 - 札幌市が食の祭典委員会への出捐金2500万円・助成金5000万円拠出と市職員4名出向により正式参加を決定[71]。
  - 9月5日 - 財団法人食の祭典委員会（以下・財団）設立[72]。
  - 11月13日 - 事業概要発表、博覧会形式での開催とする[54]。
  - 12月1日 - 前売りジュノスカード発売[54]。
  - 12月18日 - 博覧会や食に関する情報案内や前売りカード販売を行う「ジュノス・プラザ」を札幌市中央区北1条に開設[18]。
- 1988年
  - 3月 - 実施計画を正式決定[10]。
  - 6月2日 - 大通公園にてオープニングパレードと前夜祭を実施[73]。
  - 6月3日 - 月寒会場にて開会式を実施。寬仁親王妃信子らが出席、下河辺淳食の祭典委員会会長・横路孝弘道知事挨拶ののちテープカット[74]。
  - 8月29日 - 入場者数目標を400万人から180万人に下方修正[75]。
  - 8月31日 - メイン会場総入場者数100万人達成[76]。
  - 9月30日 - PRや広告に関与した雑誌社「弐壱弐研究所」の社長が投身自殺[22]。
  - 10月1日 - 韓国館とヴェルデ・スクウェアを担当したマイクロソニックス・ジャパンが自己破産[75]。
  - 10月10日 - 月寒・大谷地のメイン会場が閉会[75]、無料開放を行い最多の約11.8万人が来場[77]。
  - 10月19日 - 巨額赤字を受けて北海道庁内に「財団法人食の祭典委員会対策プロジェクトチーム」を設置[78]。
  - 10月24日 - 北海道議会食の祭典問題調査特別委員会が開会、横路道知事が「完全な失敗だった」と責任を認める[79]。
  - 10月30日 - ホテルポールスター札幌にて閉会式を実施[80][81]。
  - 11月14日 - 財団対策プロジェクトチームが食の祭典財団へ立入検査を実施[82]。
  - 12月15日 - 道監査委員が財団の監査報告書を提出、1987年度から1988年10月末までの赤字額を85億円と推計し特別会計設定が運営規則の寄付行為違反、入場券の杜撰な管理実態、工事は不当契約額1.68億円にのぼり書類不備による検証困難や過大見積もりを問題として「運営に公正かつ適正を欠いたことは極めて遺憾」「収入見通しのないまま各種事業計画を取り入れ無秩序に実施した結果道民や多くの関係者の期待を損なった」と結論づけた[83]。
- 1989年
  - 1月10日 - 道財団対策プロジェクトチームが検査結果報告書を横路知事に提出。経理部門の統括がなく収入確保が遅れ杜撰となった、出展協賛で企業団体への働きかけが弱くジュノスカードもわかりにくく販売体制も不十分、工事パビリオン関係の契約の殆どが随意契約で企業見積もりをベースに発注したものが多い、催事出版は計画時点から多額赤字が見込まれた催事に踏み切り豪華なポスターや印刷物の過大発注で販売努力が足りないなどとして、責任体制の不明確さや収入確保の努力が足りず構想変更時点で計画内容の支援のあり方の再検討の必要性や道の指導監督に問題があったと結論づけた[69]。
  - 1月18日 - 財団がアイヌモシリ館とベルデ・スクエアといったパビリオンやポスター・事務用品等手持ち資産の一般売却を開始[84]。
  - 3月18日 - 定例道議会にて未払金の一部4.07億円の損失補償を決定[85]。
  - 6月23日 - 道議会食の祭典問題調査特別委員会を解散[86]。
  - 7月29日 - 臨時道議会の補正予算修正案にて食の祭典債務処理案を可決。債務総額90.2億円とし道20億円・財界19億円・財団財産1.9億円・銀行利子0.7億円の分担で建設未払金と道外銀行からの借入金計40.2億円を3年以内に短期返済、道内銀行借入れ分50億円を長期返済とし道職員の削減と経費削減により年6億円を捻出するとし初年度は3億円を返済とした[87]。
  - 8月17日 - 財団第10回理事会にて債務処理計画を決定し下河辺会長が辞職[88]
  - 9月5日 - 財団理事会にて新理事長に鈴木茂道商連会頭を選任し理事数を47人から6人に削減[89]。
- 1991年11月 - 札幌市が運用益による返済を目的とした財団への20億円貸付の年度内打ち切りを決定、1989年10月から約3.8億円の運用益をあげていた[90]。
- 1992年3月 - 短期債務約34.56億円の返済を終了、財団設立目的の一つ「北海道の食文化向上と食関連産業の育成振興」については道の施策で積極的に取り組むことを要望するとした[23]。
- 1998年
  - 2月19日 - 財団が9月での債務完済を含む予算案と完済後の解散を決定[91]。
  - 9月30日 - 財団が基本財産と運用財産1.27億円を含む長期債務最終返済分3.5億円を道内金融機関5行に返済[92]。
  - 10月31日 - 財団法人食の祭典委員会解散、ヒロ・ヤマガタによるポスター原画は北海道立帯広美術館へ寄贈[92][24]。